# Podgórze (Duszniki-Zdrój)
Podgórze – dawna wieś, obecnie część miasta Duszniki-Zdrój, położona w województwie dolnośląskim, w powiecie kłodzkim.

## Historia
Pierwsza wzmianka o Przygórzu pochodzi z XV wieku, wieś nazywała się wówczas Brotendorf i była w niej kuźnica żelaza. W XVII wieku w miejscowości wypalano węgiel drzewny, w dokumentach z tego okresu pojawia się nazwa Kohlau. W 1746 roku w związku z zainteresowaniem tutejszym źródłem wody mineralnej magistrat Dusznik wykupił część wsi, reszta pozostawała wolnymi sołectwami. W XIX wieku w Podgórzu działały dwa młyny i szlifiernia kryształów. Pod koniec XIX wieku w miejscowości powstały dwie gospody, a na początku następnego stulecia dwie kolejne. W okresie międzywojennym w okolicy wytyczono kilka tras narciarskich i zbudowano skocznię.

Po 1945 roku powstało tu kilka obiektów wypoczynkowych i sanatoryjnych oraz dwa wyciągi narciarskie.

## Zabytki
W Podgórzu znajduje się kaplica Podwyższenia Krzyża Świętego z 1707 roku. Budynek ma rozbudowaną fasadę z naczółkiem i wtopioną w dach wieżyczką, wewnątrz jest barokowy ołtarz.